# Villa Canales
Villa Canales är en kommunhuvudort i Guatemala.   Den ligger i departementet Guatemala, i den södra delen av landet, 18 km söder om huvudstaden Guatemala City. Villa Canales ligger 1 245 meter över havet och antalet invånare är 122 194.
Terrängen runt Villa Canales är huvudsakligen kuperad. Villa Canales ligger nere i en dal. Runt Villa Canales är det ganska tätbefolkat, med 248 invånare per kvadratkilometer. Närmaste större samhälle är Villa Nueva, 7,8 km nordväst om Villa Canales. I omgivningarna runt Villa Canales växer i huvudsak städsegrön lövskog.